# Marie Bashkirtseff (film)
Pour plus de détails, voir Fiche technique et Distribution.
Marie Bashkirtseff (italien : Il diario di una donna amata ; allemand : Tagebuch der Geliebten) est un film biographique austro-italien réalisé par Henry Koster et sorti en 1935.
Il s'agit d'une romance historique réalisée par Henry Koster, sous son nom d'origine Hermann Kosterlitz, avec Isa Miranda (version italienne) ou Lili Darvas (version autrichienne) dans le rôle de l'artiste et diariste russe Marie Bashkirtseff et Hans Jaray dans le rôle de l'écrivain français Guy de Maupassant. Le film est librement inspiré des journaux intimes de Bashkirtseff, dans lesquels elle relate ses études à Paris pour devenir artiste vers la fin du XIXe siècle, et peut-être de sa correspondance avec Maupassant, qu'elle avait entamée sous un nom d'emprunt. Le film se concentre sur une querelle entre Maupassant et l'un des professeurs de Bashkirtseff, qui conduit à une romance naissante (et hautement fictive) entre Bashkirtseff et Maupassant, romance qui est interrompue dans le film par la mort précoce de Bashkirtseff des suites de la tuberculose. Le film a été réalisé juste avant que Koster ne parte aux États-Unis pour rejoindre les studios Universal. Il a été tourné à Vienne.

## Synopsis

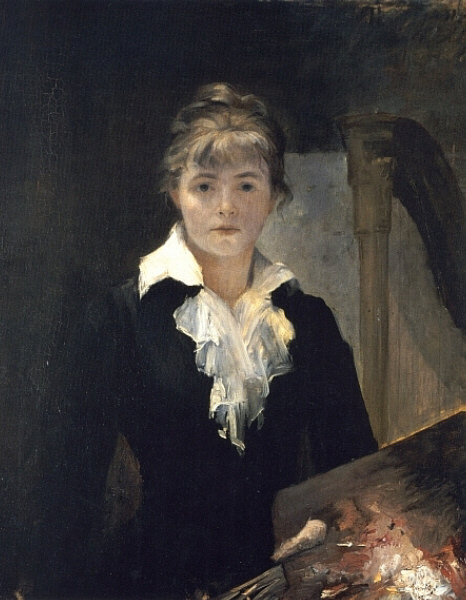
Autoportrait de la véritable Marie Bashkirtseff.

La jeune artiste peintre russe Marie Bashkirtseff se rend à Paris pour perfectionner son art. Son professeur Bassieux tombe amoureux d'elle et lui demande de l'épouser, mais elle refuse. Alors qu'elle parcourt la ville à la recherche de sujets à peindre, elle rencontre Maupassant, un écrivain célèbre, et une relation passionnée s'instaure entre eux. Bassieux, jaloux, menace de dénoncer le scandale, mais le docteur Walitsky le bloque en révélant, sans se rendre compte que Maria l'écoute, que la jeune femme est atteinte de consomption et qu'elle n'a plus beaucoup de raisons de vivre. Marie décide de laisser Maupassant mourir seul. Mais lorsque, à la fin, elle l'appelle, c'est Bassieux qui le prévient et le conduit auprès d'elle pour qu'ils se disent adieu.

## Fiche technique
- Titre français : Marie Bashkirtseff[2]
- Titre original allemand : Tagebuch der Geliebten[3]
- Titre original italien : Il diario di una donna amata[4]
- Réalisation : Henry Koster
- Scénario : Corrado Alvaro, Felix Jackson (sous le nom de « Felix Joachimson »), Fritz Rotter
- Photographie : Willy Goldberger (de), Hans Heinz Theyer, Zoltan Vidor
- Montage : Willy Zeunert (de), Ladislaus Vidor
- Production : Martial Boschero
- Société de production : Astra Film (Rome), Panta-Film (Vienne)
- Pays de production :  Royaume d'Italie -  Autriche
- Langue originale : italien, allemand
- Format : noir et blanc - 1,37:1 - Son mono - 35 mm
- Genre : film biographique
- Durée : 77 minutes
- Dates de sortie : 
  - Autriche : 4 octobre 1935
  - Royaume d'Italie : 1936 (visa délivré le 29 février 1936[4])
  - France : 27 mars 1936

## Distribution
Distribution italienne
- Isa Miranda : Marie Bashkirtseff
- Hans Jaray : Guy de Maupassant
- Ennio Cerlesi : Bassieux
- Loris Gizzi : Dr. Walitsky
- Gemma Bolognesi : la mère de Maria

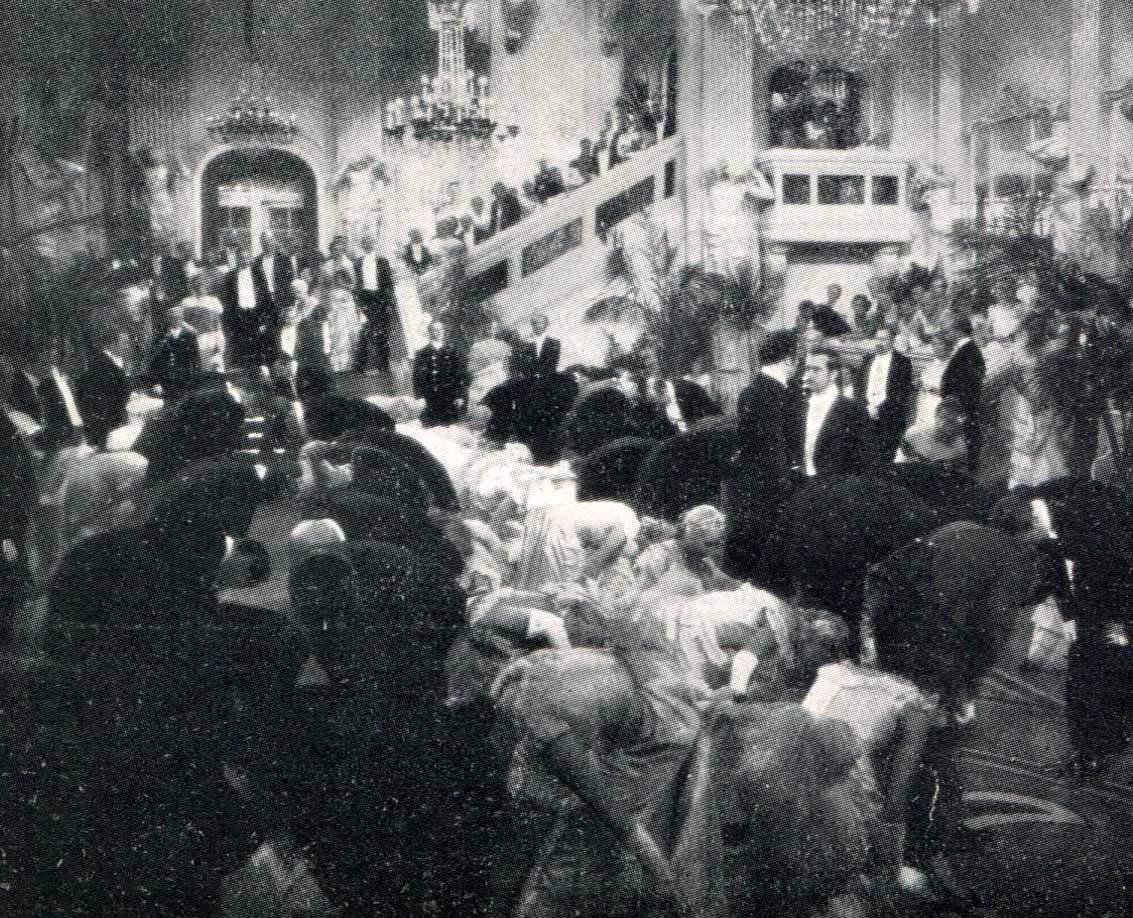
Une scène du film.

- Umberto Sacripante : un photographe
- Silvia De Bettini : mannequin
- Oreste Bilancia : peintre
- Diana Varè
- Carola Caroli

Distribution autrichienne
- Lili Darvas : Marie Bashkirtseff
- Hans Jaray : Guy de Maupassant
- Attila Hörbiger : Bassieux
- S.Z. Sakall : Dr. Walitzky (as Szöke Szakall)
- Anna Kallina : la mère de Maria

## Production

### Scénario

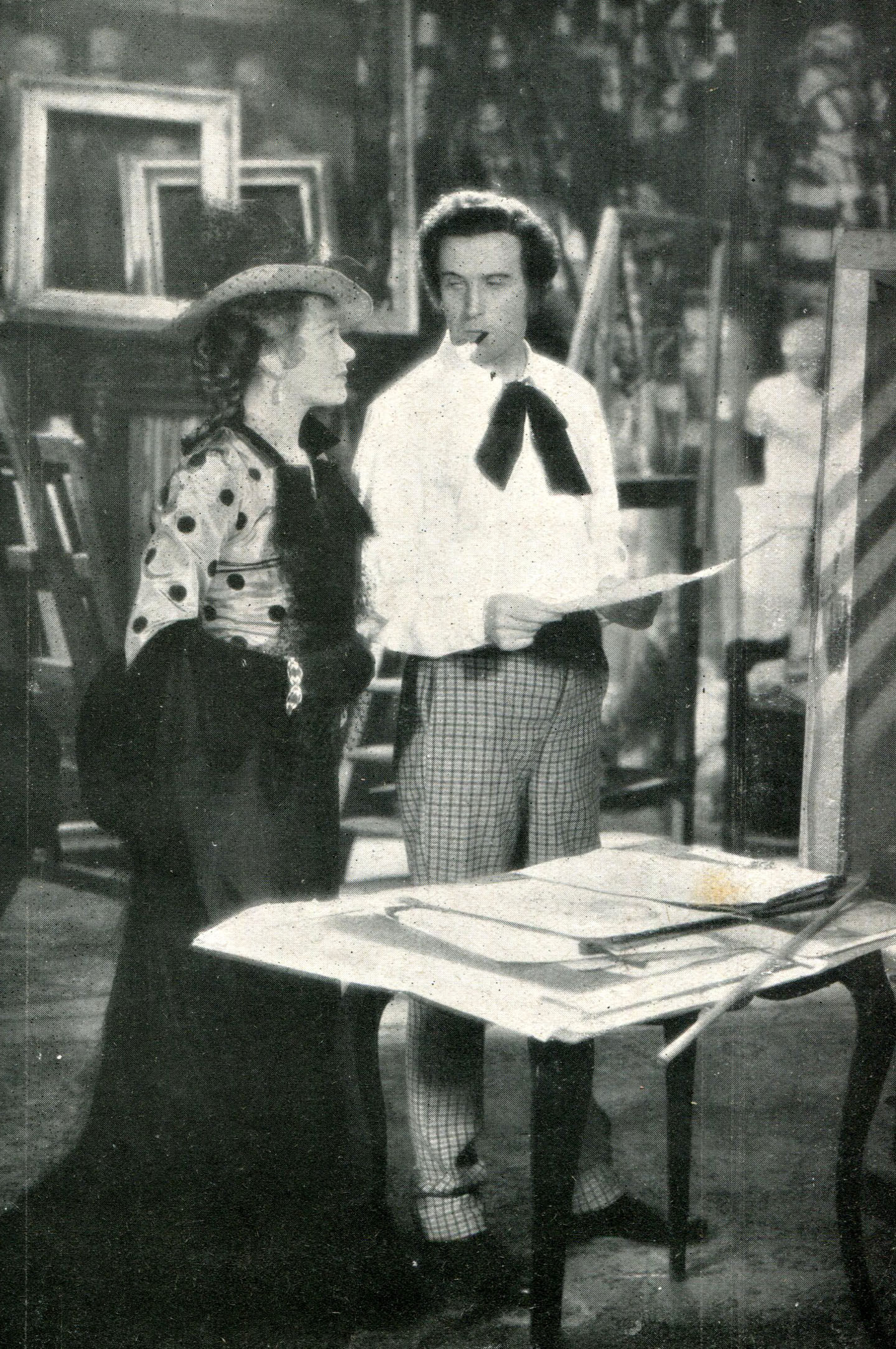
Isa Miranda et Ennio Cerlesi dans une scène du film.

Marie Bashkirtseff est adapté du journal autobiographique écrit jusqu'en 1884 — l'année de sa mort — par l'artiste peintre russe Maria Kostantinovna Bashkirtseva, publié en France en 1885. L'écrivain italien Corrado Alvaro a également participé à la préparation du film, entamant ainsi sa première phase d'activité dans le monde de la cinématographie. Après cette première tentative, il participe également au deuxième film germanophone de Miranda (Una donna tra due mondi), bien que ces deux œuvres soient considérées comme « mineures » par rapport à d'autres réalisés plus tard, tels que Terra di nessuno (1939) et Phares dans le brouillard (1942). Après la guerre, il développe ses activités pour le cinéma en tant que critique pour Il Mondo.
En réalité, Alvaro, comme il l'a lui-même raconté, s'est contenté d'adapter en italien un scénario écrit par Felix Jackson, rencontrant des difficultés et des désaccords considérables dans ses relations avec la production. Il n'a pas réussi à imposer une vision véridique de l'histoire, étant donné que Bashkirtseff n'avait que des relations épistolaires avec Maupassant, et il a conclu que « lorsque les cinéastes s'attaquent à un sujet biographique, ils semblent faire trop confiance à l'ignorance du public ».
L'infidélité du scénario aux faits réels a également été à l'origine d'un litige judiciaire porté devant le tribunal de Paris par les descendants de Bashkirtseff (la famille Nemeronovski), qui accusaient les producteurs de « porter gravement atteinte à la mémoire de notre Ava ». Mais les juges français ont rejeté la demande de saisie du film, estimant qu'il était permis de développer des histoires fictives à partir de faits réels, à condition qu'elles ne portent pas gravement atteinte à l'apparence physique ou à la respectabilité de la personne, ce qui n'était pas le cas en l'espèce.

### Tournage

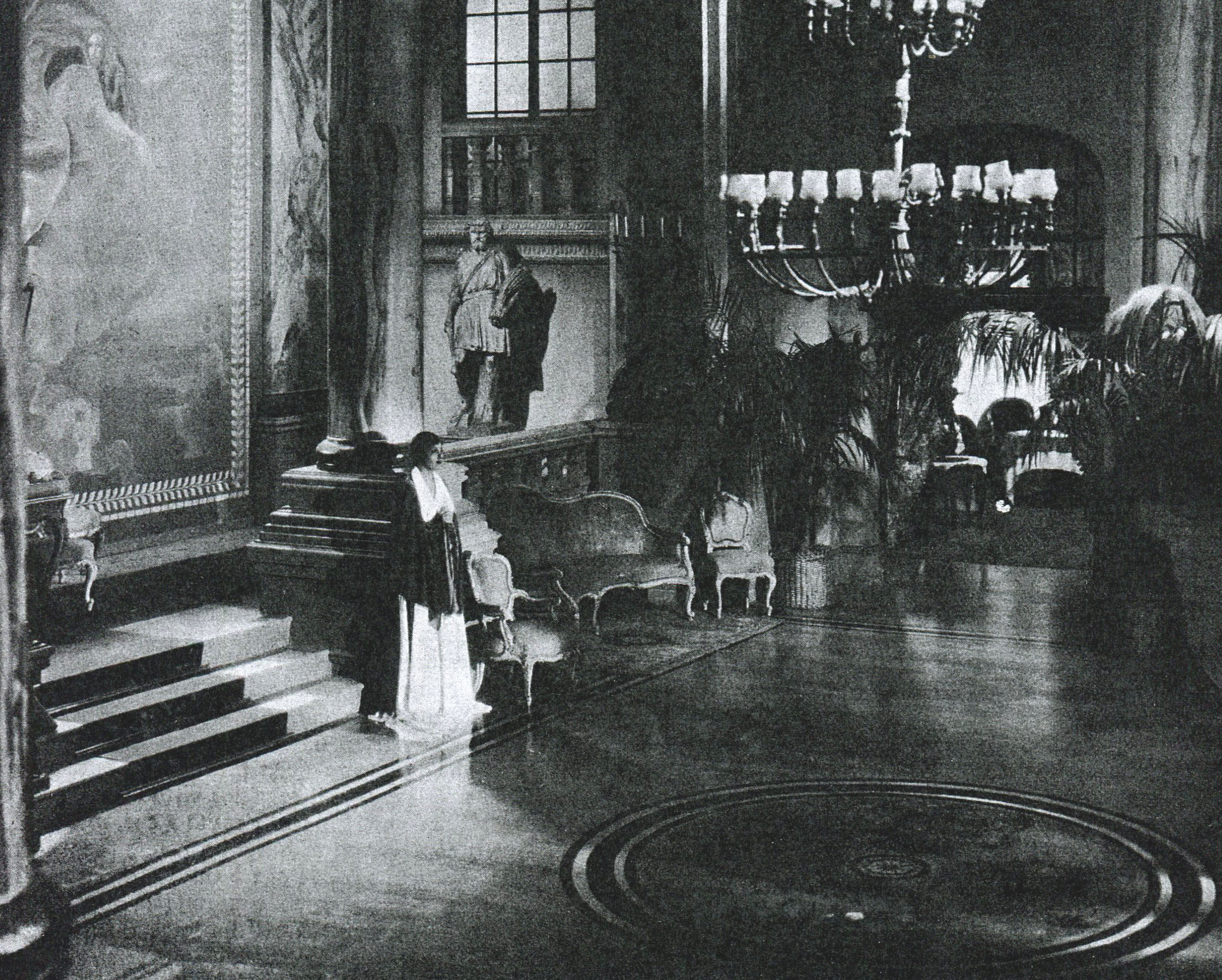
Une scène du film.

Le film a été tourné à Vienne dans les studios de cinéma Sasha - Tobis sous le titre original Maria Baschkirsceff. Le tournage a commencé le 31 juillet 1935 et a duré environ deux mois. Il s'agit d'une coproduction italo-autrichienne qui a fait l'objet d'une double version italienne et allemande.
Il s'agit du dernier film européen du réalisateur Hermann Kosterlitz qui, la même année, après avoir déménagé à Hollywood, prend le nom de Henry Koster et dirige la très jeune vedette d'Universal Deanna Durbin. La participation à une production internationale est considérée, malgré la falsification de la réalité historique par les producteurs, comme un signe de la vitalité retrouvée de la cinématographie italienne. Isa Miranda accepte donc avec joie la proposition du producteur Szekeley de se déplacer pour signer son premier contrat à l'étranger, même si elle est obligée d'apprendre l'allemand pour cela. Malgré les difficultés linguistiques, sa prestation est très appréciée et Kosterlitz lui-même souhaite que la version avec Miranda (et non celle avec l'actrice dans l'édition allemande) soit celle destinée à l'exportation. Marie Bashkirtseff ouvre la voie à Miranda pour deux autres films de sa « trilogie allemande » en 1935-36. Aux côtés de Miranda, quelques autres acteurs italiens confirmés participent au film, ainsi qu'une jeune débutante (Carola Carli) qui ne fera plus jamais au cinéma par la suite.